# Swatara Creek
Der Swatara Creek (auch Swatara River) ist ein Nebenfluss des Susquehanna Rivers in Pennsylvania. Er hat eine Länge von 114 Kilometern und ein Einzugsgebiet von über 1470 km².
Der Fluss entspringt im Foster Township (Schuylkill County) am Broad Mountain, einem Gebirgszug der Appalachen, etwa 460 Meter über dem Meer. Im Oberlauf durchschneidet der Swatara Creek mehrere der parallel verlaufenden Appalachen-Gebirgszüge – zuerst Sharp Mountain und Second Mountain. Nach Passieren des Ortes Pine Grove, folgt mit der Swatara Gap der Durchbruch durch den Blue Mountain. Danach tritt der Swatara Creek in flacheres Gelände und nimmt mit dem Little Swatara Creek seinen größten Nebenfluss auf. Weitere wichtige Zuflüsse sind Quittapahilla Creek linksseitig sowie Manada Creek und Beaver Creek rechtsseitig. Im Unterlauf bildet der Swatara Creek zahlreiche Flussschleifen und fließt an den Orten Jonestown und Hummelstown vorbei Richtung Südwesten. Bei Middletown im Dauphin County mündet der Fluss schließlich in den Susquehanna River.
Von seiner Mündung bis zum Quittapahilla Creek wurde im frühen 19. Jahrhundert entlang des Swatara Creeks der Union Canal gebaut. Ein Zubringerkanal von einem Reservoir bei Pine Grove führte durch die Swatara Gap nach Süden und diente der Wasserversorgung des Union Canals. Hier erstreckt sich seit 1971 der Swatara State Park entlang dem nördlichen Flussufer.
Die Durchbruchstäler des Swatara Creeks durch Second und Blue Mountain werden heute von der Interstate 81 genutzt.